# Bichlbach
Bichlbach is een gemeente in het district Reutte in de Oostenrijkse deelstaat Tirol. Naast het gelijknamige kleine dorp bestaat de gemeente uit de dorpen Lähn en Wengle.

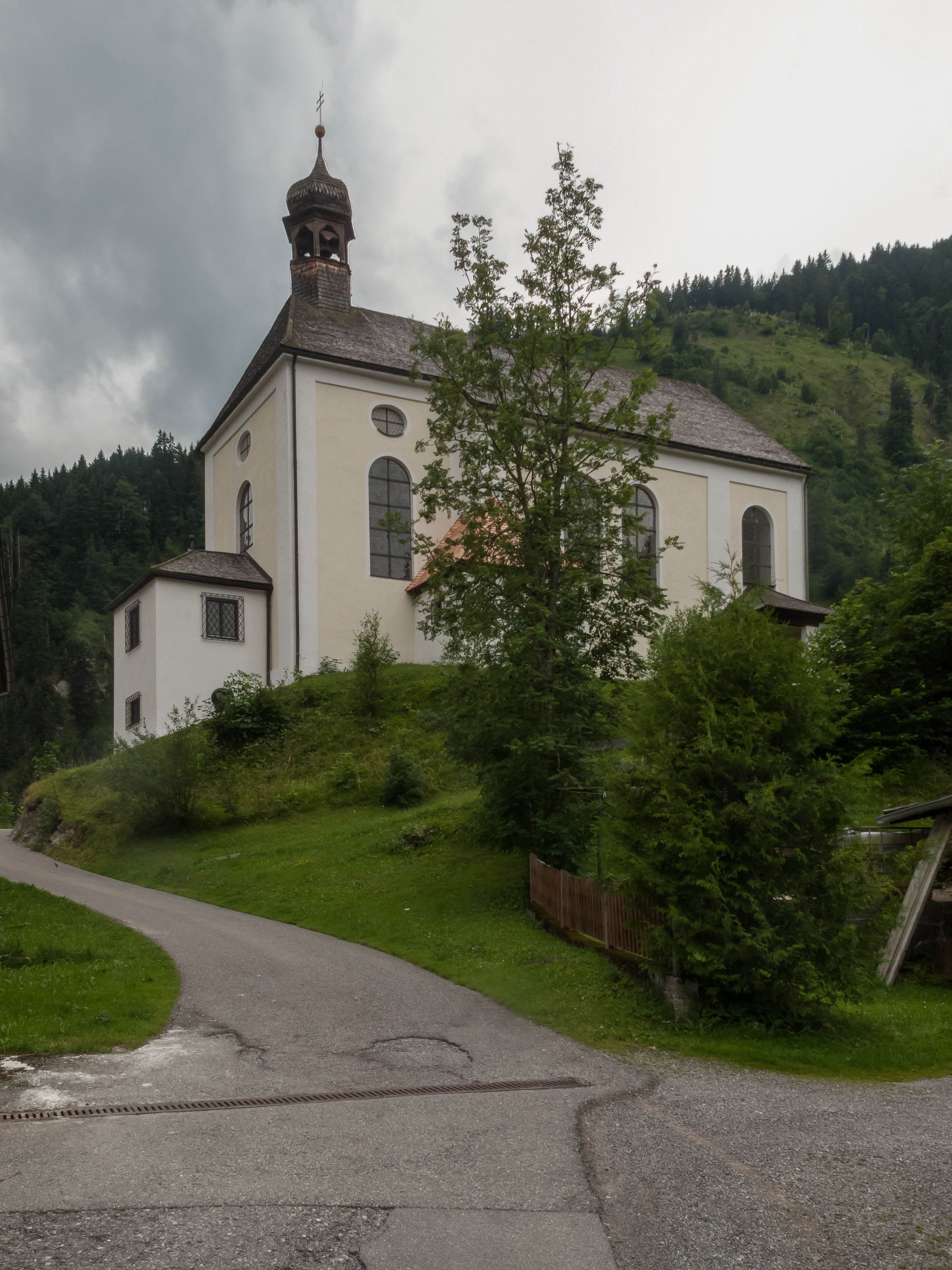
Kerk: Zunftkirche heilige Josef

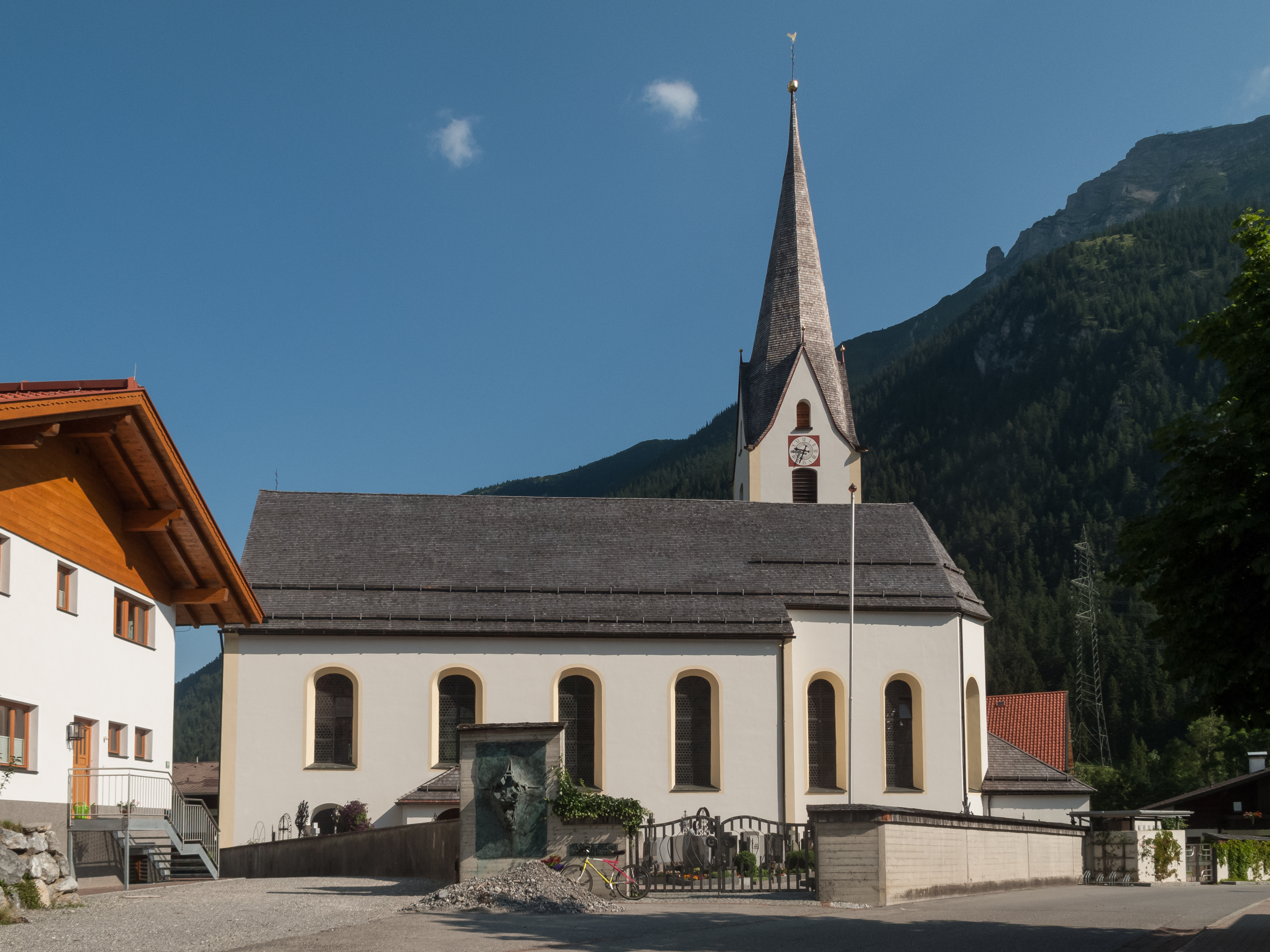
Kerk: die Sankt Lorenzkirche

## Geschiedenis

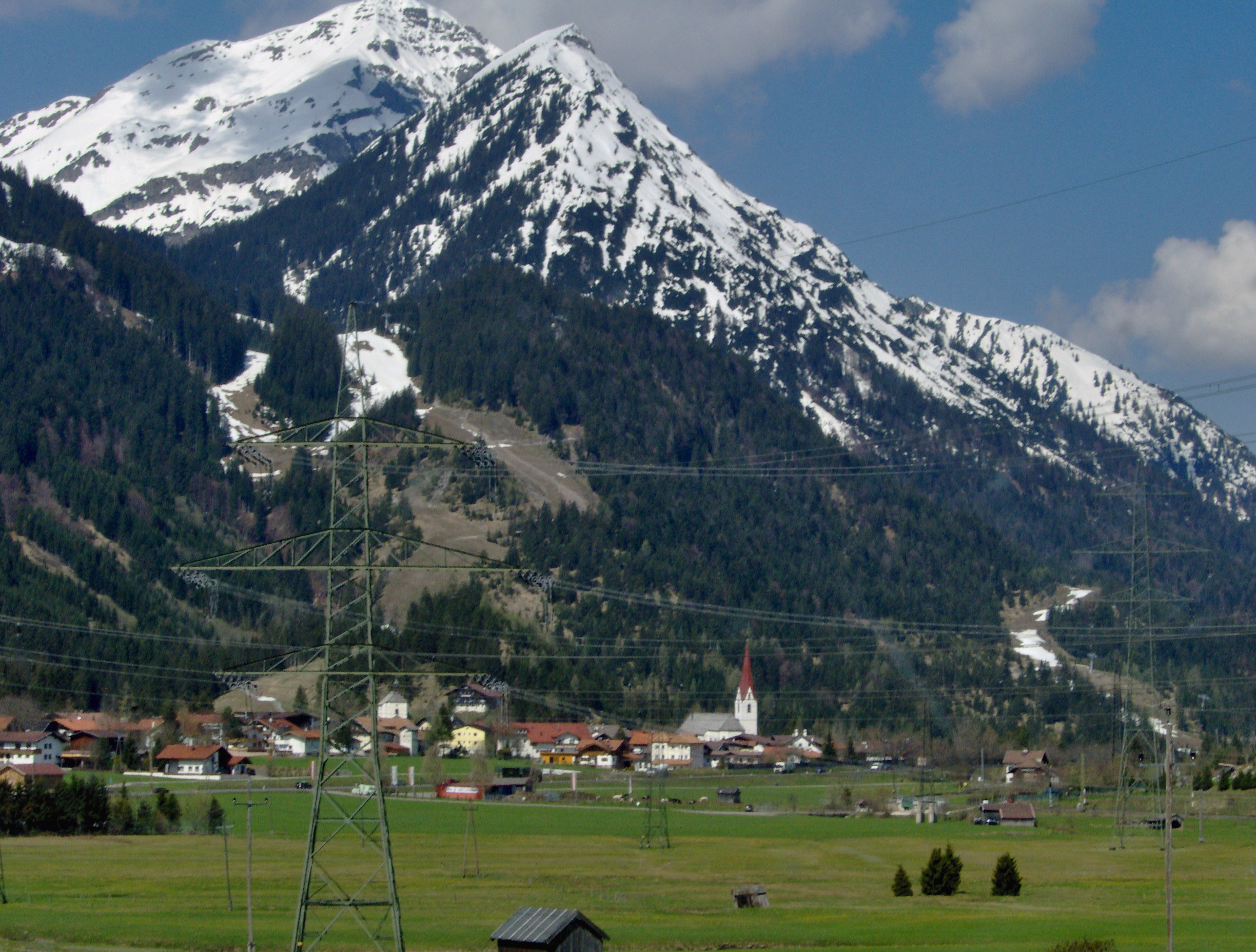
Bichlbach vanaf de Fernpassstraße (B179)

Vanuit de Allgäu kwamen de eerste bewoners zich in Bichlbach vestigen. In 1300 werd het dorp voor het eerst als Puechelpach vermeld, wat zoiets als door beuken ingesloten beek betekent. In Bichlbach werd net als in Biberwier mijnbouw bedreven, waarbij looderts en zinkcarbonaat werden gewonnen.
De naam van het dorpsdeel Wengle is afkomstig van het Oudhoogduitse wang (veld) of van het Middelhoogduitse wanc (grasland) of wengelin (kleine grasvlakte) afkomstig.
In 1456 werd het dorp Mittewald door een lawine verwoest, waarbij 22 doden vielen. Het werd daarom op een andere plek, meer naar het zuidoosten, als Lähn (een verbastering van lawine) opnieuw opgebouwd. Ook dit dorp werd in 1689 bedolven onder een lawine. Lähn vormde tot 1816 de grens tussen de bisdommen Augsburg en Brixen.
Tot 1859 zetelde in Bichlbach het metselaars- en timmerliedengilde. De in barokke stijl opgetrokken gildekerk van Bichlbach is in Oostenrijk de enige die in zijn soort bewaard is gebleven.
Heden ten dage is Bichlbach een toeristenoord, voornamelijk gericht op het wintertoerisme. De gemeente is aangesloten op de Außerfernspoorlijn.
Bach · Berwang · Biberwier · Bichlbach · Breitenwang · Ehenbichl · Ehrwald · Elbigenalp · Elmen · Forchach · Grän · Gramais · Häselgehr · Heiterwang · Hinterhornbach · Höfen · Holzgau · Jungholz · Kaisers · Lechaschau · Lermoos · Musau · Namlos · Nesselwängle · Pfafflar · Pflach · Pinswang · Reutte · Schattwald · Stanzach · Steeg · Tannheim · Vils · Vorderhornbach · Wängle · Weißenbach am Lech · Zöblen
- Gemeinsame Normdatei: 4080398-3
- Virtual International Authority File: 248980299